# Rocco Siffredi

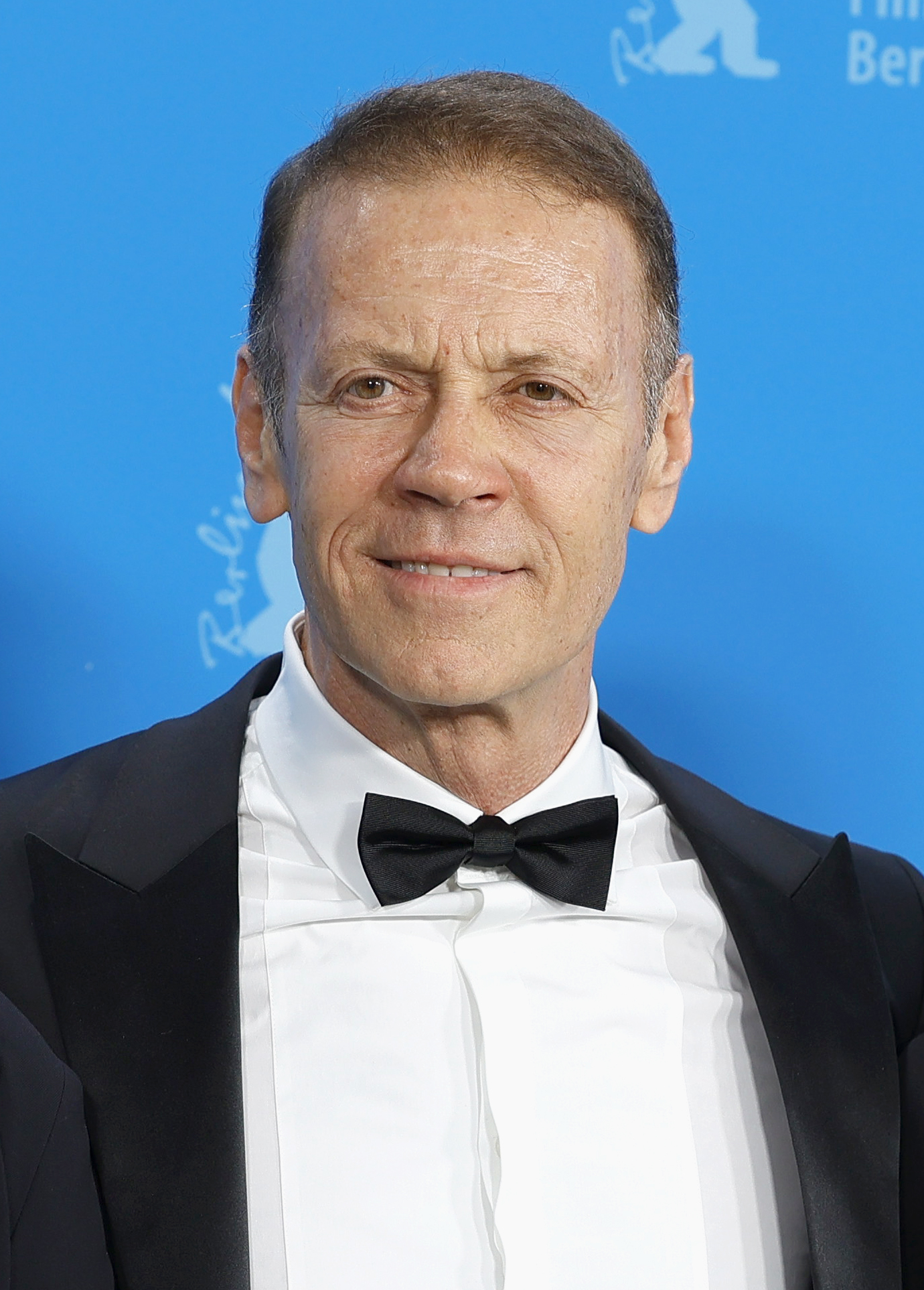
Rocco Siffredi (2024)

Rocco Siffredi (* 4. Mai 1964 als Rocco Antonio Tano in Ortona) ist ein italienischer Pornodarsteller sowie Produzent und Regisseur von Pornofilmen.

## Leben
Siffredi wählte seinen Künstlernamen in Anlehnung an die Figur Roch Siffredi aus dem Film Borsalino von 1970.
Siffredi kam im Alter von 21 Jahren als Darsteller erstmals in einem Pornofilm zum Einsatz. Er gab an, dass seit seiner Jugend eine Art Wunschtraum für ihn gewesen sei, Pornodarsteller zu werden. In einem Interview sagte er, dass er es als das Paradies ansehe, für Geschlechtsverkehr auch noch bezahlt zu werden. The Italian Stallion („der italienische Hengst“), so sein englischer Spitzname, arbeitet unter anderem regelmäßig in Ungarn, Tschechien, Russland, Spanien, Kanada und Brasilien. Wichtige Erkennungsmerkmale seiner Filme sind Analsex und Sadismus.
Die Internet Adult Film Database listet rund 640 Filme, in denen Siffredi als Darsteller mitgewirkt hat. Er war u. a. für die Produktionsfirmen Evil Angel, VCA, Vivid Entertainment Group, Sin City und Rosebud tätig und hat mit den Regisseuren John Stagliano, Paul Thomas, Joe D’Amato, Andrew Blake und John Leslie zusammengearbeitet. In den 1990er Jahren betätigt er sich sexuell mit seiner Frau Rosa Caracciolo in den Pornofilmen Marquis De Sade, Rock ’n’ Roll Rocco und The Bodyguard. Der Film Jungle Heat von Joe D’Amato aus dem Jahr 1994, auch bekannt als Tarzan X, gilt als der bekannteste Film aus dieser Zeit. Er erzählt die Geschichte von Tarzan (gespielt von Rocco) und Jane (seiner Frau Rosa). 1999 spielte er eine Nebenrolle in dem Skandalfilm Romance XXX von Catherine Breillat, der auch in deutschen Kinos zu sehen war. Einer seiner bekanntesten Filme ist The Fashionistas von John Stagliano.

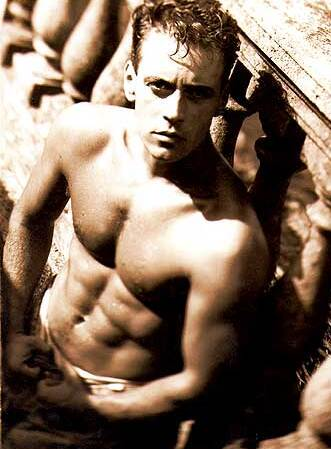
Rocco Siffredi (1988)

Siffredi war zudem als Regisseur an der Produktion von über 300 Filmen beteiligt. Zu seinen bekannten Werken zählen die Filmreihen Rocco-Animal Trainer (31 Folgen, seit 1999) und Rocco’s True Anal Stories (24 Folgen).
Im Juni 2004 beendete er vorläufig seine Karriere als Darsteller in Pornofilmen und konzentrierte sich auf Regie und Produktion. Nach fünf Jahren nahm Siffredi im Jahre 2009 in seiner eigenen Produktion Rocco is back seine Tätigkeit als Darsteller wieder auf. Im März 2015 beendete er seine Karriere als Pornodarsteller erneut.
In seinem Heimatland Italien gilt Rocco Siffredi auch als beliebter Werbeträger, z. B. für Kartoffelchips, und nicht nur unter den Anhängern seiner Filme als mito nazionale (nationaler Mythos).
Im Jahre 2017 erklärte Siffredi öffentlich, bisexuell zu sein und auch mit Männern Sex zu haben. Die Zukunft werde zeigen, dass der Machismo vorbei sei und immer mehr Menschen pansexuell werden, so Siffredi in der Erklärung zu seiner Bisexualität.
Mit Supersex (2024) entstand eine Netflix-Miniserie, die Siffredis Leben dramatisiert. Die Hauptrolle übernahm Alessandro Borghi.
Siffredi ist seit 1991 mit Rosa Caracciolo verheiratet und hat mit ihr zwei Söhne.

## Ausgewählte Filme
- Buttman’s European Vacation, u. a. mit Zara Whites (1991)
- Jungle Heat (1994), u. a. mit Rosa Caracciolo
- The Marquis De Sade (1994), u. a. mit Rosa Caracciolo[6]
- Nikki loves Rocco (1996), u. a. mit Nikki Tyler
- The Bodyguard, u. a. mit Rosa Caracciolo
- Jenna loves Rocco (1999) u. a. mit Jenna Jameson
- Chameleons (Not the Sequel) (1999), Regie: John Leslie
- Rocco Meats an American Angel in Paris (2003), u. a. mit Savanna Samson
- The Fashionistas (2003), u. a. mit Belladonna
- Briana loves Rocco (2004), u. a. mit Briana Banks
- Fashionistas Safado – The Challenge (2006)
- Emperor (2006), u. a. mit Janine Lindemulder
- Furious Fuckers – Final Race (2007)
- Rocco is back (2009)

## Auszeichnungen

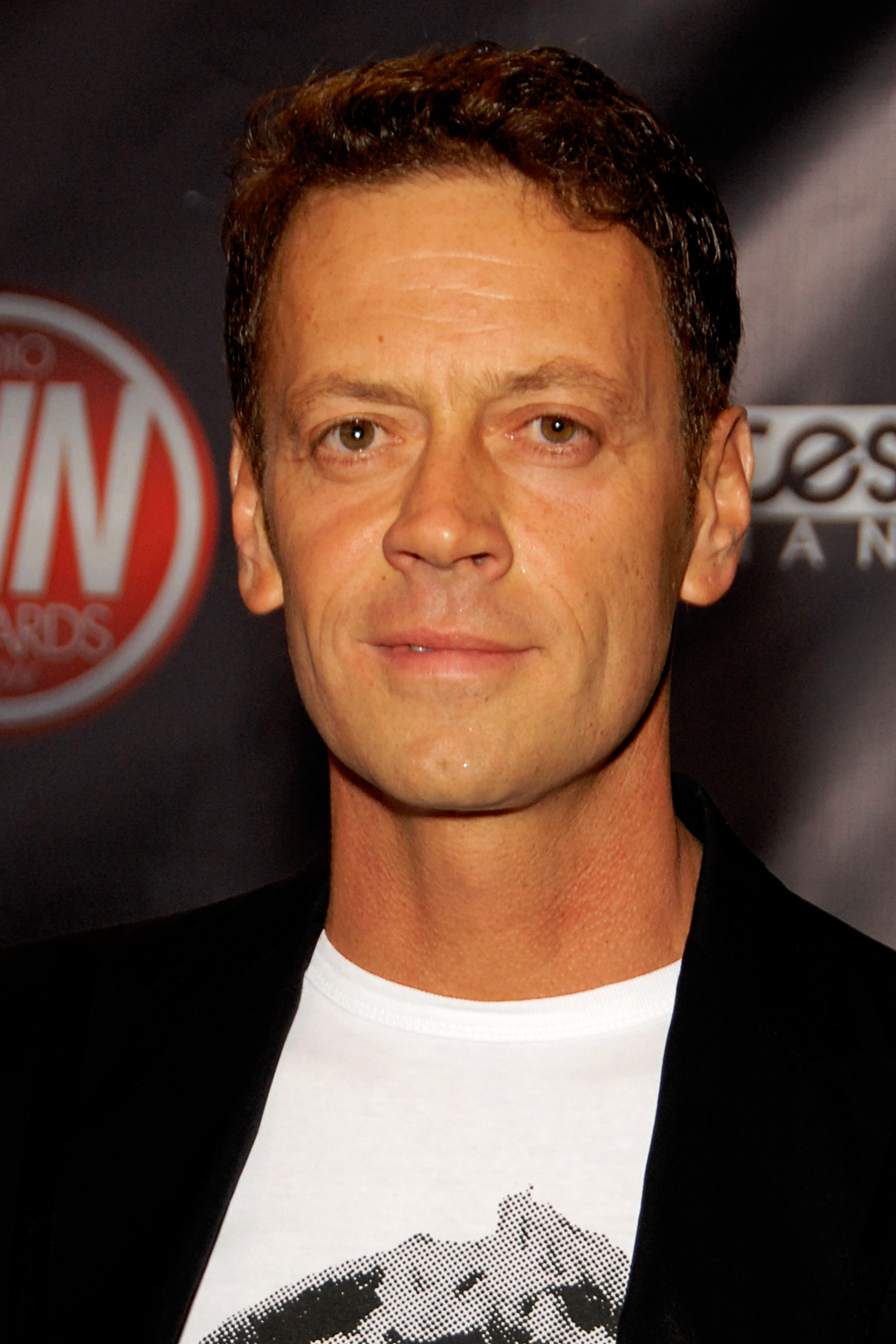
Siffredi bei den AVN Awards 2010

- 2000 Venus Award – Bester Darsteller Europa
- 2003 Venus Award – Bester Darsteller Europa
- 2003 AVN Award Best Anal Sex Scene – Film (Kate Frost und Rocco Siffredi)
- 2003 AVN Award Best Group Sex Scene – Film (Friday, Taylor St. Clair, Sharon Wild, Rocco Siffredi)
- 2003 AVN Award Best Oral Sex Scene – Film (Belladonna und Rocco Siffredi)
- 2003 XRCO Award Best Actor (Rocco Siffredi)
- 2003 XRCO Award Best Group Sex Scene (Friday, Taylor St. Clair, Sharon Wild, Rocco Siffredi)
- 2005 Eroticline Award – Bester Darsteller International
- 2005 AVN Award – Best Sex Scene in a Foreign Shot Production (Rocco Ravishes Russia)
- 2006 FICEB Award – Major Actor/Best Actor in Fashionistas Safado, Evil Angel – IFG
- 2009 AVN Award – Male Foreign Performer Of The Year[7]
- 2013 AVN Award – Male Foreign Performer Of The Year
- 2021 AVN Award – Male Foreign Performer of the Year[8]